# Виртуелна кола
U телекомуникацијама и рачунарским мрежама, виртуално коло (ВЦ), што је синонимно са виртуалном везом и виртуалним каналом, је комуникациони сервис који преноси информације пакетним модом. Након успостављања конекције, или виртуелног кола, између два чвора или апликациона процеса, може се вршити размена бајтних токова. Протокол виртуалног кола се стара о подели података у сегменте, пакете, или оквире. Тиме се омогућава протоколима високог нивоа да се извршавају без улажења у комуникационе детаље.

## Компоненте
Једно виртуелно коло састоји се од:
1. путање: низа линкова и рутера између изворног и одредишног рачунара
2. ВЦ бројева: по један број за сваки линк на путањи
3. табеле пресликавања: сваки рутер садржи табелу пресликавања према којој се пакет прослеђује са улазног на излазни линк рутера

## Фазе
У виртуелном колу препознају се три фазе:
1. Подешавање виртуелног кола: ова фаза почиње од тренутка када транспортни слој контактира мрежни слој и пренесе му адресу примаоца. Тада мрежни слој утврђује путању између пошиљаоца и примаоца. Да би се успешно направило виртуелно коло потребно је у сваки рутер, који учествује у виртуелном колу, додато нови ред у табели прослеђивања.
2. Трансфер података: у овој фази виртуелно коло је успостављено и врши се пренос података.
3. Раскид виртуелног кола: ова фаза се дешава када пошиљалац или прималац желе да раскину виртуелно коло. Тада опет транспортни слој обавештава мрежни слој о раскиду везе. Све што мрежени слој треба да уради јесте да јави свим рутерима који учествују у виртуелном колу да је дошло до раскида везе. Тада ће рутери обрисати одговарајући ред из табеле прослеђивања и веза је у потпуности раскинута.

## Виртуелна кола нивоа 4
Конекционо оријентисани транспортни слој протокола као што је  може да буде зависан од бесконекционог пакет преносећег протокола као што је , који омогућава пренос пакета путем усмеравања на различите могуће мрежне путеве, из ког разлога се редоследи слања и испоруке пакета могу разликовати. Успостављање виртуелног кола је могуће јер TCP садржи сегментну нумерацију, и омогућава преслагање на пријемној страни да би се спречила испорука у некоректном редоследу.

## Виртуално кола нивоа 2/3
Мрежни и везни слој протокола виртуелне везе су засновани на конекционо оријентисаном преносу пакета, што значи да су подаци увек испоручени дуж истог мрежног пута.